# 不揮発性メモリ
不揮発性メモリ（ふきはつせいメモリ、英: Non-volatile memory）または不揮発性記憶装置（ふきはつせいきおくそうち、英: non-volatile storage）は、コンピュータで使われるメモリの一種で、電源を供給しなくても記憶を保持するメモリの総称である。逆に電源を供給しないと記憶が保持できないメモリは揮発性メモリと呼ばれる。

## 概説
不揮発性メモリは現在のところ、主に補助記憶装置（ストレージという語もあるが、この節ではメモリで統一する）として使われている。主記憶装置にはもっぱら揮発性メモリが使われている。主記憶がもし不揮発であれば、コンピュータの電源を断続する際に現在のような「シャットダウン → 再起動」というシーケンスが不要になり、ノートパソコンの「ハイバネーション」のような運用を、補助記憶への退避と復帰を行わずにできるなどという利点があるが、現在のところ主に速度面であまり現実的にはなっていない。
不揮発性メモリには、ROM、フラッシュメモリ、ほとんどの種類の磁気記憶装置（ハードディスクドライブ、フロッピーディスク、磁気テープなど）、光ディスク、初期のコンピュータで使われた紙テープやパンチカードなどがある。アドレスを電気的に指定するもの（半導体メモリなど）と機械的に指定するもの（ハードディスク、光ディスク、磁気テープなど）に分類され、電気的にアドレス指定するものはビット単価が高価だが高速であり、機械的に指定するものはビット単価が安いが低速である。
いくつかの企業が価格面でも性能面でも揮発性のRAMに匹敵する不揮発性メモリを開発中である（以下の「その他」の節を参照）。不揮発性メモリを主記憶装置に利用できれば省電力になるだけでなく、コンピュータの電源をいつでも切ったり入れたりでき、時間のかかるスタートアップやシャットダウンが不要になる。ノーマリーオフコンピューティングの鍵となる技術のひとつである。

## 半導体メモリ
主要なタイプとして、以下のようなものがある。

### マスクROM
マスクROMは古くからある不揮発性ROMで、設計段階から配線によって特定のデータを格納するようになっており、そのフォトマスクを使って集積回路を製造すると、シリコンにデータが刻み込まれ後から書き換えることはできない。
したがってマスクROMは大量生産に向いており、初期のミニコンピュータの立ち上げ処理（ブート）のコードの格納などに使われた。
初期コストが高くつき後から修正できないことから、設計の初期段階で使うことは滅多にない。

### PROM
PROMは出荷時点では何も記憶していない。ヒューズ型PROMは、シリコンまたは金属製のヒューズがあり専用の書き込み装置で選択的にヒューズを焼き切ることで個々のビットを0から1に変更する。一度ビットの内容を変更すると元に戻すことはできない。不揮発性ではあるが、やや柔軟性に欠ける。
初期のPLD（プログラマブルロジックデバイス）チップもヒューズ型PROMと同様のプログラミング手法を採用していた。
ヒューズ型より新しいアンチヒューズ型PROM（ワンタイム・プログラマブル (OTP) メモリとも）は、集積度・信頼性が高く、読み出しが高速でデータ保持期間が長いことから、家電機器、自動車、RFID、HDMIなどに広く使われている。

### EPROM
EPROM技術をベースとした不揮発性メモリには次の2種類がある。

#### UV-EPROM
記憶内容を消去可能なEPROMで、チップ中央に石英の窓があることからUV-EPROMだとすぐにわかる。電界効果トランジスタのゲート部に電荷を捉えるとビットの内容が1から0に変化する。その電荷を除去するには20分から30分間、波長の短い紫外線を照射すればよく、それによって出荷直後の何も記憶していない状態に戻る。

#### OTP（ワンタイム・プログラマブル） EPROM
OTP EPROM も基本的には同じものだが、石英の窓がチップにないため、一度書き込むと消去できない。石英を使わないため安価である。

### EEPROM
EEPROMは電気だけでチップの記憶内容の一部を選択的に消去でき、しかも消去のために回路から取り外す必要がない。消去と書き込みは人間から見れば高速だが、読み出しに比べると遅い。
特定のビットを書き換えられる回数に限度があり、一般に1万回から10万回とされている。また記憶容量も他の不揮発性メモリに比べると小さい。EEPROMは機器の設定情報などの格納に適しており、モデムなど様々な機器で利用されている。

### フラッシュメモリ
フラッシュメモリは、基本的にはEEPROMそのものである。しかし、一般のEEPROMと異なった構造に工夫があり、また消去の単位をブロックまたはページと呼ばれる単位として、密度と扱いやすさのバランスを取ったメモリである。EEPROMよりも記憶容量が大きくできることなどもあり、1990年代ごろからパーソナルコンピュータのBIOSチップなどをEEPROMから置き換えた他、2000年前後からはデジタルカメラなど電子機器でハードディスクが適さないものなどに多用されるようになり、メモリーカードの類が生産されるようになった。200x年代中旬以降はUSBストレージ（USBメモリ、いわゆるUSBスティック）として比較的小容量のストレージが、SSDとして比較的大容量のストレージが、主にノートパソコン等用を中心に大量生産されるようになった。
構造によりNAND型とNOR型に分けられる。NOR型はランダムアクセスが高速で、1バイト単位の読み出しが可能である。NAND型は連続な読み書きが高速だが、ランダムアクセスはNOR型より遅い。NAND型はNOR型より集積度を高くでき、同じ大きさのシリコンであれば記憶容量をより大きくできる。
NOR型フラッシュメモリのメーカーは次の通りである。
- Atmel
- インテル
- Macronix
- マイクロン・テクノロジ
- Silicon Storage Technology (SST)
- スパンション
- STマイクロエレクトロニクス

NAND型フラッシュメモリのメーカーは次の通りである。
- ハイニックス半導体
- インテル
- マイクロン・テクノロジ
- キマンダ
- ルネサス エレクトロニクス
- サムスングループ
- スパンション
- STマイクロエレクトロニクス
- 東芝

### その他
2010年代中盤において、一部は研究中であったり、一部は実用化したりしているが、該当する用途において既存のテクノロジを代替し大量生産されるには至っていないものを、ここにまとめる（厳密には「半導体」メモリでないものも含む）。

#### 磁気抵抗RAM (MRAM)
磁気抵抗RAM (MRAM) は1995年ごろから実用化研究が進んでいる不揮発性メモリで、トンネル磁気抵抗効果と呼ばれる現象を応用している。不揮発性、データ保持期間が長い、読み書きが高速、低価格など、メモリに求められる特徴を全て備えており、MRAMは有望な技術と目されている。
Everspin Technologies（フリースケール・セミコンダクタからのスピンオフ）の 4Mbit MRAM などの第一世代のMRAMは電流磁場方式の書き込みを採用していた。現在開発が進んでいる第二世代では、Crocus Technology の Thermal Assisted Switching (TAS) 方式と Crocus、ハイニックス、IBMなど複数の企業が採用している Spin Torque Transfer (STT) 方式がある。

#### 抵抗変化型メモリ (ReRAM)
ReRAM、抵抗変化型メモリは2000年頃から実用化研究がなされている不揮発性メモリで、電界誘起巨大抵抗変化(CER:Colossal electroresistance)と呼ばれる現象を応用している。消費電力が小さく、高集積化が可能、読み出し速度が高速と言う特徴を持つ。フラッシュメモリの代替用途が目論見られている。
2011年5月、パナソニックがReRAMの世界初の量産化を発表し、2メガビット級の製品を2011年末にサンプル出荷する計画。2012年1月、エルピーダメモリが64Mビットメモリセルを試作。ギガビット級のReRAMの量産も視野にある。
2015年に発表された3D XPointは、抵抗変化型メモリとは異なると主張されているが、似ているという指摘もある。

#### 強誘電体メモリ (FeRAM)
FeRAM、強誘電体メモリは不揮発性メモリで、強誘電体のヒステリシス（履歴現象）を応用している。EEPROMよりも高速で消費電力が小さく、高集積化が可能。すでに2004年には数十kbitのFeRAMがスマートカードに使われ量産、製品化されている。

#### 有機メモリ
プリンテッド・エレクトロニクス技術を使った重合体による強誘電体メモリ。
Thin Film Electronics は強誘電性重合体をベースとした書き換え可能な不揮発性の有機メモリを開発した。同社はプリンテッド・エレクトロニクス技術を使ったメモリを2009年に発表している。同社の有機メモリは強誘電体の重合体を単純マトリックス方式の電極で挟んだ構造になっている。金属の配線が交わるところがそれぞれFeRAMのようなメモリセルとなっている。半導体の強誘電体メモリと同様の不揮発性メモリであり、フラッシュメモリと同等の機能を提供する。

#### その他
- 相変化メモリ

## マクロサイズの磁性体等による不揮発性メモリ
半導体ではないが、可動部分がなく電気だけで読み書きが可能なメモリとして次のものがある。
- 磁気コアメモリ
- 磁気バブルメモリ

機械的な可動部のある記憶装置は、記録媒体を読み書きする構造（ヘッド）を持つ。この場合回路レイアウトがデータ記憶密度の主たる要因ではないため、半導体メモリに比べて大容量にしやすい。
- 磁気テープ
- ハードディスクドライブ
- 光ディスク
- ミリピード・メモリ (IBM)
- ホログラフィック記憶装置

## NVRAM
NVRAMは不揮発性RAM（Non-Volatile RAM）の総称だが、コンピュータ装置の設定情報などを記憶するための、小容量の不揮発性メモリを指してNVRAMと呼ぶことがある。SRAMとバックアップ電源によるものはNVSRAMとも呼ばれる。電源は外付けのものもあるが、ICパッケージ中にSRAMと小型電池を内蔵したものもある。
- SPARCstationでは、イーサネットインタフェースのMACアドレスを、ROMではなくバッテリバックアップ式のNVRAMに保存している。このため、電池が消耗した場合MACアドレスが変わってしまう問題がある。
- PC/AT互換機のパーソナルコンピュータでは、RTCと同じバッテリバックアップされるCMOSのICに載っているRAMに、BIOSの設定などを保存しているが、当時はTTLが多用されていた時代だったため、そのICを指してCMOSと呼ばれることも多い。現在はチップセットに集積されている。
  - Macintoshにおいても似た目的で使用されている。PowerPCを搭載していた機種ではPRAM（Parameter RAM、ピーラム。相変化メモリのことではない）と呼んでいたが、インテル製チップを搭載してからはNVRAMと呼ぶようになった。Macではシステムの時計が狂ったり、指定された起動ディスク(通常はOSがインストールされているコンピュータのハードディスク)からOSを認識できずに起動できなくなるなど、ちょっとしたトラブルに見舞われた際に、PRAMクリアーまたはNVRAMクリアーという操作を行うと改善されることがあるため、古くから「徹底した初期化」の手段の一部として知られている。これはAppleのWebページApple サポート のアーカイブにも、操作方法などを含め公開されている。

## 仕様比較
| 2007年3月時点の仕様              | 2.5" HDD                 | 1" マイクロドライブ    | フラッシュメモリ   | 光ディスク | 磁気テープ     | MRAM             |
| -------------------------------- | ------------------------ | ---------------------- | ------------------ | ---------- | -------------- | ---------------- |
| 機種                             | Hitachi Travelstar 5k160 | Hitachi Microdrive 3k8 | Hynix HY27UH08AG5M | ブルーレイ | HP Ultrium 960 | Everspin MR2A16A |
| 記憶密度 (GBit/cm2)              | 20.3                     | 18.4                   | 6.7                | 3.8        | 0.047          | 0.0021           |
| 記憶容量 (GByte)                 | 160                      | 8                      | 2                  | 50         | 400            | 0.004            |
| ビット単価 (Eur/GByte)           | 1.5                      | 9.0                    | 6.0                | 1.25       | 0.075          | 35000            |
| デバイス単価 (Eur)               | 110                      | 87                     | 14                 | 635        | 2340           | 17.4             |
| 媒体単価 （Eur、可搬媒体の場合） | nd                       | nd                     | nd                 | 40         | 30             | nd               |
| データレート (Mbit/s)            | 540                      | 80                     | 23                 | 144        | 640            | 436              |
| アクセス時間 （ms、平均/典型）   | 11                       | 12                     | 0.025              | 180        | 72000          | 0.000035         |
| 電力消費量 （W、平均）           | 1.8                      | 0.6                    | 0.1                | 25         | 20             | 0.08             |
| 寸法 高さ×幅×奥行き (cm)         | 0.95x7x10                | 0.5x3x4                | 0.1x1.2x2          | 4x15x19    | 2x10x10        | 0.1x1x1.8        |